# Akıncı
Ein Akıncı, dt. Akindschi (auch Aqindji oder Akyndschy, osmanisch آقنجى İA Aḳıncı, deutsch ‚Stürmer, Sturmreiter‘, im deutschsprachigen Schrifttum Renner und Brenner), war ein Angehöriger irregulärer – also meist unbesoldeter und sich durch Raub und Sklavenhandel finanzierender – Reitertruppen der Osmanen.

## Unsicherheit in der Nomenklatur
Die Begriffe Akıncı, Deli und Tataren (womit stets die Krimtataren gemeint sind) werden in manchen Quellen und Veröffentlichungen nicht deutlich voneinander getrennt. Nicht restlos geklärt ist, ob und für welchen Zeitraum diese Begriffe im Schrifttum als synonym anzusehen sind oder sich gegenseitig ausschließen.
Nicolae Jorga unterscheidet für das 16. Jahrhundert genau zwischen Akıncı und Tataren und liefert einen möglichen Hinweis auf die Entstehung der Begriffsverwirrung: „Den Akindschis gesellten sich Tausende von wilden Tataren bei, um an der Verwüstung des Landes und der gewinnbringenden Jagd nach Gefangenen teilzunehmen.“ Er beschreibt den Niedergang der Akıncı, die ihre Aufgaben schließlich an andere Truppen abgaben, und den Aufstieg der Tataren für die Zeit der Sultane Süleyman I. und Murat III.
Hammer-Purgstall berichtet, die Akıncı seien als osmanische Vortrupps nach 1595 aufgelöst worden, und bezieht sich dabei auf die Chronik des osmanischen Geschichtsschreibers Na'īmā.
Dennoch nennt Jorga die Akıncı als Bestandteil der Truppen des Großwesirs Köprülü Fazıl Ahmed (1635–1676) und bei der Beschreibung des osmanischen Heeres von 1682, wobei eine Fußnote klarstellt, dass es sich nicht mehr um „die alten Akindschis“ handelt.
Palmer bezeichnet die von anderen Autoren in anderen Veröffentlichungen für das 17. Jahrhundert oder speziell für die Zweite Wiener Türkenbelagerung 1683 Tataren genannte Streifschar als Akıncı.
Ob in österreichischen Quellen des 17. Jahrhunderts, wie zum Beispiel Ortschroniken, mit den Rennern und Brennern die Tataren, die Akıncı oder andere freischweifende Truppen wie die bei Jorga aufgeführten Bulgaren gemeint sind, ist nicht immer ersichtlich.

## Die Lebensweise der Akıncı in Friedenszeiten
In den Memoiren eines Janitscharen aus dem 15. Jahrhundert ist zu lesen: „… die anderen Türken nennen sie çoban, das heißt Schafhirten, denn sie leben von Schafen und anderem Vieh. Sie züchten Pferde und warten darauf, daß man sie zu einem Feldzuge einberufe …“
Manche Akıncı wurden von ihren Beys bezahlt und mit Landbesitz betraut.
Sie durften auf mırı-Land (Staatsbesitz) zwei bis drei Paar Ochsen halten und den Acker von Sklaven bestellen lassen, ohne dafür öşür (Zehnt) bezahlen zu müssen. Sie waren laut einem Register aus Bosnien von 1516/17 von ordentlichen Steuern, Frondiensten und Pferderequirierungen befreit. Angaben für andere Zeiten und Gebiete widersprechen dem manchmal. So führt Halil İnalcık aus, die Akıncı seien als Angehörige des Militärs, der askeri, zwar von Steuern befreit gewesen, jedoch nicht von Abgaben für eventuelle Lehen oder gewerbsmäßigen Zugewinn.
Auch in Städten gab es Akıncı. Beispielsweise werden in einem defter (Register) der Stadt Tatar Pazarcık (heute Pasardschik, Bulgarien) von 1568 fünf Akıncı als Haushaltsvorstände aufgeführt.
Die Zahl der Akıncı schwankte sehr. Für 1528 wurden sie auf 12.000 geschätzt, wozu in Feldzugszeiten eine große Zahl von Freiwilligen kam, die sich einen dauerhaften Eintritt in den Kriegerstand erhofften.

## Militärische Aufgaben

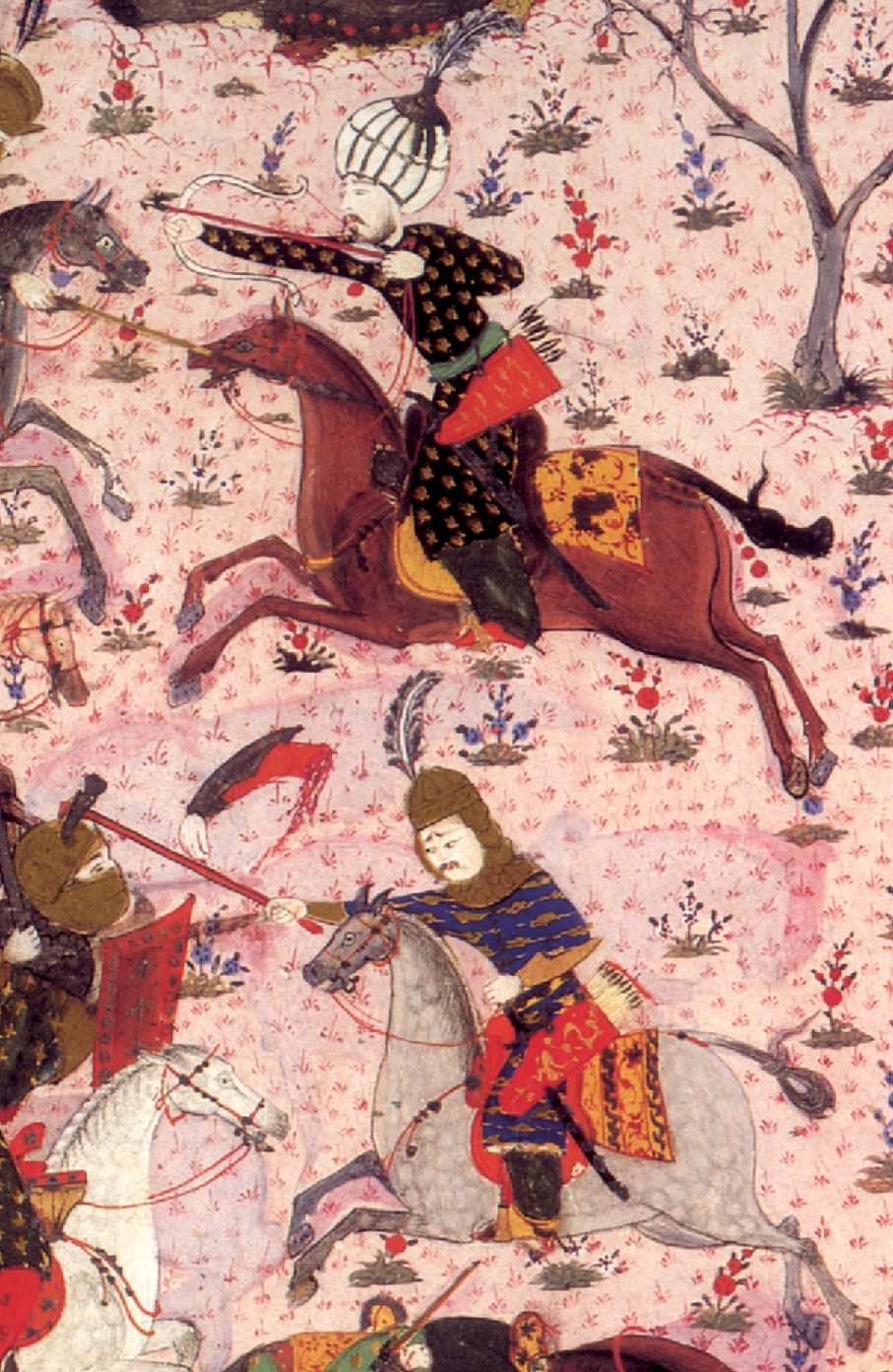
Schlacht bei Mohács (1526): Einer der beiden Akıncı-Führer gilt als Malkoçoğlu Bali Bey, aus Süleymanname, 16. Jh.

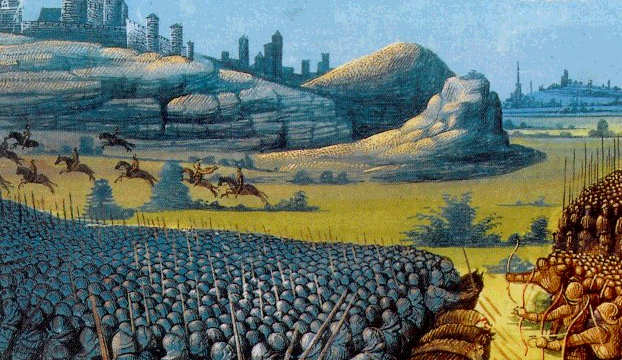
Akıncı umreiten das gegnerische Heer bei der Schlacht von Nikopolis 1396

Aus Sultan Süleymans Feldzugstagebuch: „Dem Mihaloğlu und den anderen Kommandanten der Aqǐnǧǐ wurde die Erlaubnis zum Streifen gegeben.“

Die Akıncı stellten die wichtigsten der leichten Kavallerieeinheiten dar, die im Rahmen der Provinzialtruppen neben der schweren Sipahi-Reiterei zur Verfügung standen. Sie gerieten vor allem wegen ihrer von 1471 bis 1483 nahezu alljährlichen Streifzüge durch österreichische und von Österreich kontrollierte oder beanspruchte Gebiete sowie während und nach der ersten Belagerung Wiens durch die Osmanen 1529 als „Renner und Brenner“ ins europäische Bewusstsein. „Viele christliche Nachbarn [des türkischen Machtbereiches] kannten von der großen Menge osmanischer Kämpfer nur die wilden Akindschis“. Die Akıncı waren in der Regel in den europäischen Grenzgebieten stationiert und unternahmen, schon während die regulären Truppen ihre Lager bezogen, Streifzüge, um die Bevölkerung zu verunsichern, ihre Besitztümer als Vorräte zu brandschatzen und sie selbst zu töten oder als Sklaven gefangen zu nehmen. Sie schnitten dem Gegner den Weg ab und sollten durch ihre Einfälle auch die Mobilität und Kampfbereitschaft des gegnerischen Heeres prüfen, erfüllten also taktische Kundschaftertätigkeiten. Meist entkamen sie, noch bevor geeignete Gegenmaßnahmen getroffen werden konnten.
Ein typischer Einsatz der Akıncı wird von vielen Autoren für die Schlacht bei Mohács (1526) berichtet: Der Akıncı-Führer Malkoçoğlu Bali Bey habe mit seinem Vortrupp die Schlacht begonnen, nach kurzer Zeit eine Scheinflucht inszeniert und die ungarische Reiterei bis vor die Sultansschanze gelockt, wo sie von der Phalanx der mit Gewehren bewaffneten Yeniçeri, der Janitscharen, mit Unterstützung der Artillerie zerrieben worden sei. In den Feldzugstagebüchern Sultan Süleymans dagegen wird beschrieben, eine Abteilung der Ungarn habe Bali Beys Schlachtreihen gesprengt. Von der List ist dort keine Rede. Die Akıncı erwähnt der Tagebuchschreiber namentlich nur einmal.
Die strategische Unberechenbarkeit und Schläue sowie die im Westen bekannte Grausamkeit der Akıncı führten dazu, dass das Drohen mit ihrem Einfall zur wirkungsvollen diplomatischen Strategie werden konnte. Selim II. 1576 an den „König von Wien“ (Beç kıralı): „Wir sind jederzeit entschlossen, jedem Angriff, der gegen Polen gerichtet ist - durch göttlichen Beistand - entgegenzutreten […] und die Akıncı-Truppen sind in Bereitschaft und durch meine sultanischen Befehle beauftragt, gegen Euch zu marschieren, falls Polen und Siebenbürgen von Euch angegriffen werden sollten.“
Stand in einem Jahr kein europäischer Kriegszug der regulären Armeen bevor, schwärmten die Akıncı schon im Frühjahr unter roten, schwarzen und weißen Fahnen, sich in kleine Scharen auflösend, auf eigene Faust aus, da sie meist weder Sold noch Pfründe erhielten und ihr Lebensunterhalt überwiegend von den jährlichen Räubereien abhing. Als çete (Freikorps, Räuberbande) mit unter 100 Mann oder haramili (Räuber) mit über 100 Mann zogen sie mitunter sogar mehrmals im Jahr auf Beutezug. Das geschah selbst in Friedenszeiten, beispielsweise 1576 während des Friedens mit Österreich. Die Akıncı riskierten dabei allerdings, vom Sultan als askeri abgesetzt und mit Strafen belegt zu werden. Wurden sie während regulärer Kriegszüge beim Hauptheer nicht gebraucht, unternahmen sie weite Beutezüge, so im Sommer 1478 „in das Geiltal oder herabwertz gen Kernden“ und 1532 während der Belagerung der Festung Güns, als starke Akıncı-Verbände unter Kasım Beg bis an die Enns vorstießen. Ihren Ruf als undisziplinierte Truppen unterstrichen die wiederholten Schäden, die sie auch auf osmanischem Gebiet anrichteten. Nur ausnahmsweise nahmen sie an Feldzügen in Asien teil, wie zum Beispiel unter Mihaloğlu Ali Bey 1473 im Kampf gegen den Akkoyunlu-Herrscher Uzun Hasan um dessen Burg Kemah und unter Mihaloğlu İskender Bey 1486 in Ägypten.

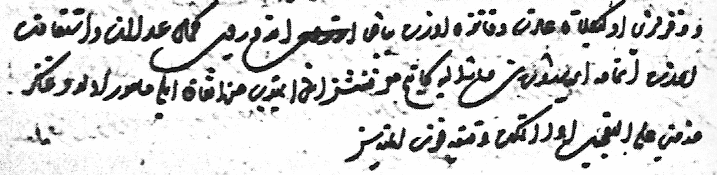
Befehl zur Rekrutierung der Akıncı, 1573

In den eroberten Gebieten Südosteuropas wurden die Akıncı als Grenzwächter eingesetzt. Sie stellten zudem den wesentlichen Anteil an den Streitkräften der Sancakbeys, die den Sancak genannten unteren Verwaltungseinheiten vorstanden. Viele europäische Sancakbeys entstammten wenigen privilegierten Familien. Sie wurden bei einer Mobilmachung in Sendschreiben des Sultans mit der Zusammenstellung und der eventuell nötigen Neurekrutierung der Akıncı beauftragt.

## Glaubenskrieg, Beutezug und Sklavenhandel

Aus Surname-i Hümayun, Wiener Handschrift: serhadd-i Rum Eli gāzileri meydān-i esbe süvār
(Die Gazi aus dem Grenzgebiet Rumeliens auf das Hippodrom reitend)

Die Akıncı verstanden sich laut idealisierenden altosmanischen Chroniken zumindest im 14. und 15. Jahrhundert auch als den Bektaschi nahestehende Frontkämpfer (Gazi) des Glaubenskrieges gegen die Ungläubigen; denn sie entstammten ursprünglich wie die Osmanen-Herrscher den türkisch-türkmenischen Reiterscharen, deren religiös motivierte Kämpfer Gazi (gazi) genannt wurden. Sie bildeten ein Äquivalent zu den ähnlich agierenden christlich-byzantinischen Akritai. Das Selbstverständnis der Gazi spiegelt sich literarisch in den poetisch überhöhten Worten des Dichters Ahmedi (14. Jahrhundert):
Der Glaubenskämpfer [Gazi] ist das Werkzeug der Religion Gottes.
Ohne Zweifel wird seine Lage gut sein.
Der Glaubenskämpfer ist Gottes Diener, er reinigt diese Erde von dem Schmutz des Heidentums.
Der Glaubenskämpfer ist sicher Gottes Schwert.
Der Glaubenskämpfer wird der Schutz und die Zuflucht der Gläubigen.
Von demjenigen, der auf dem Wege Gottes Märtyrer geworden ist, glaube nicht, dass er gestorben ist. Der Glückliche lebt!
Dieses Zitat eignet sich auch dazu, die Hingabe der christlichen Akritai zu beschreiben, was sich auch dadurch erklärt, dass sich islamischer und christlicher Volksglaube im Grenzgebiet oftmals vermischten.
Die Bezeichnung Akıncı trugen bisweilen schon die ersten türkmenisch-osmanischen Einheiten von berittenen Bogenschützen, die für den jeweiligen Kriegszug (akın) zusammengestellt worden waren. Mit dem Aufbau einer regulären Armee und den Kriegen in Rumelien setzte sich der Name Akıncı durch. Nicht klar ist, ob dabei der eigentliche Unterschied zwischen akın (Beutezug) und gazivat (Glaubenskrieg) noch gesehen oder verwischt worden ist.
Handelte es sich bei diesen irregulären Reitertruppen um Einheiten von zusammengehörigen nomadischen oder halbnomadischen Stammeskriegern, wurden sie auch Yürük (Yörük) genannt.
In der Regel folgten die Akıncı einem vom Sultan genehmigten Aufruf eines Ucbeys oder Sancakbeys, der den Ort der Zusammenkunft und das Kriegsziel öffentlich bekannt gab. So warb Malkoçoğlu Bali Bey als Sancakbey des Budschaksandschaks in Akkerman mit den Worten: 'Ich ziehe aus zu einem großen Feldzug – wer Schneid hat, soll mitkommen, und so Allah will, verschaffe ich allen reiche Beute!“ Daraufhin versammelten sich dreißig- bis vierzigtausend Gazi (nach Uzunçarşılı dagegen nur viertausend Akıncı) in Akkerman und zogen 1498 mit Malkoçoğlu Bali Bey gegen das Königreich Polen als Antwort auf den polnischen Moldaufeldzug von 1497.
Die versprochene Beute umfasste jeweils Menschen, Vieh, Gebrauchs- und Wertgegenstände sowie Geld. Im 15. und 16. Jahrhundert, bevor die Tataren zu Hauptlieferanten wurden, versorgten die Akıncı den osmanischen Markt mit Sklaven aus den Frontgebieten des Balkans und Mitteleuropas. Ihre räuberischen Kriegszüge brachten nicht nur den Akıncı und ihren Beys ein sicheres Einkommen, sondern auch dem Sultan, der mit dem pencik, einem Fünftel, an der Beute beteiligt war. Besonders die erbeuteten Menschen erzielten auf den vom osmanischen Staat kontrollierten Sklavenmärkten gute Preise. Einen besonders hohen Verdienst versprachen Knaben von zehn bis fünfzehn Jahren, auf die der Sultan im Rahmen der Knabenlese (devşirme) zwar zu einem Fünftel kostenlosen Anspruch hatte, aber für die restlichen vier Fünftel gut bezahlte. Daher billigten ihm die Akıncı eine Art Vorkaufsrecht zu.
Nicht immer waren die Beutezüge der Akıncı erfolgreich. Als Gazi und Märtyrer des Glaubens fielen oftmals an einem Tag Tausende von ihnen im Kampf mit den Christen. Ein typisches Beispiel sind die etwa 8.000 von geschätzten 10.000 Akıncı des Kasım Bey, die im September 1532 nach verheerenden Streifzügen gestellt und vernichtet wurden.

## Die Akıncı-Beys aus privilegierten Familien

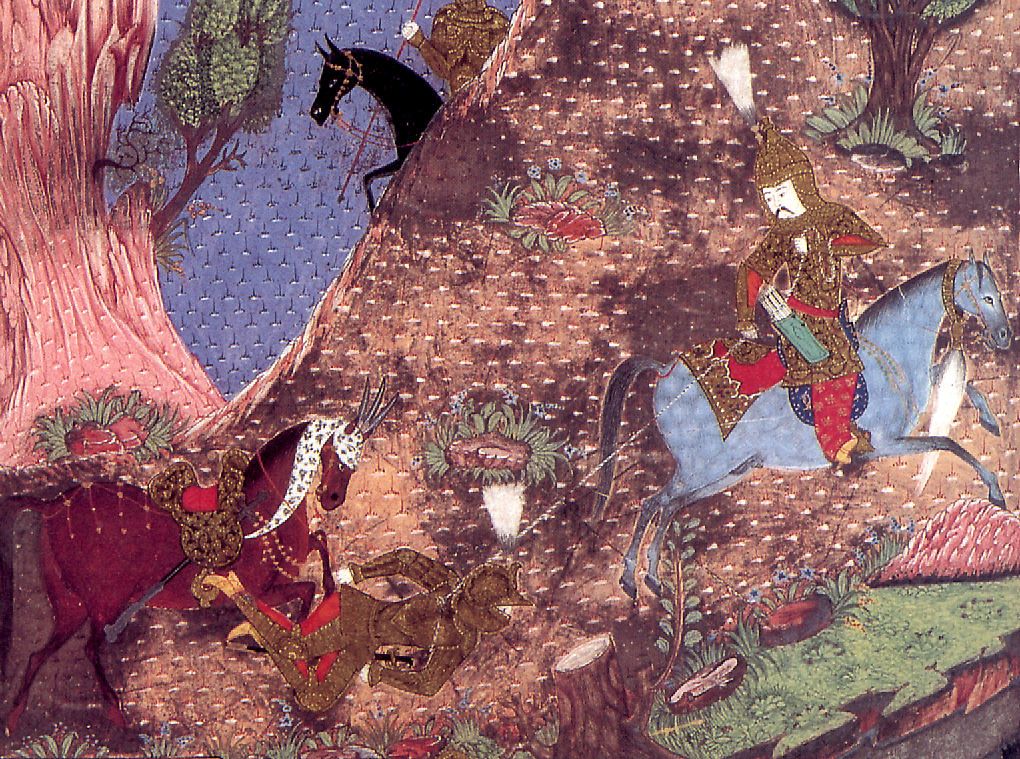
Der Akıncı-Führer Turhan Bey bringt einen Gegner von hohem Rang mit einem Lasso zu Fall (1532 vor Güns), aus Süleymanname, 16. Jh.

Einige loyale Familien bekamen in früher osmanischer Zeit von den Sultanen ein Erbrecht auf das Kommando über die zunächst Gazi genannten Akıncı-Truppen verliehen, die Familie Mihaloğlu von Sultan Orhan Gazi (1326–1359) sogar das Oberkommando. Diese Familien eroberten sich mit ihren Akıncı große Landstriche im südöstlichen Europa, die Familie Mihaloğlu beispielsweise weite Bereiche an der Donau. Sie besaß auch erbliche Schlösser und eine anerkannte politische und militärische Stellung. Ihre Akıncı waren zum großen Teil Bulgaren, Serben und Bosnier.
Bedeutend waren auch die Familien der Malkoçoğlu, der Evrenosoğlu und der Turahanoğlu (Turhanlı). Mitglieder dieser Familien waren nicht nur Akıncı-Beys und damit oft Sancakbeys, sondern bekleideten auch andere osmanische Ämter, ohne allerdings in höchste Ränge aufzusteigen (Malkoç Yavuz Ali Pascha, Großwesir 1603/04, bildete eine Ausnahme). Als Grund dafür galt ein Traum Sultan Murad I., den dieser als Warnung vor allzu großer Macht dieser Familien deutete. Nicht immer war eine gegenseitige militärische Unterstützung der Akıncı-Beys gewährleistet. Besonders der den Mihaloğlu von Sultan Orhan Gazi verliehene Oberbefehl wurde gelegentlich von Mitgliedern der anderen Akıncı-Familien missachtet.
Ein Sancakbey war der administrative Verwalter eines Sancak und zugleich militärischer Führer nicht nur der Akıncı, sondern auch der von Tımar-Inhabern bereitgestellten Streitkräfte. Da er meist die Aufgabe hatte, die Grenzen zu sichern, wurde er auch als uc beyi (Grenzgebiets-Bey) bezeichnet. Die Sancakbeys befehligten im Falle einer Mobilmachung zudem die verschiedenen meist temporären, bezahlten Gruppen von Freiwilligen aus der reaya (den Trägern der Wirtschaft wie Händler, Handwerker und Bauern) sowie Yörük-Einheiten und mit dem Titel çingene-sancakbeyi Truppen aus nicht in der reaya registrierten Roma. Ihnen zugeteilt wurden auch christliche Truppen wie beispielsweise die Martolos.
Dass die genannten Akıncı-Familien türkischer Herkunft waren, ist eher unwahrscheinlich. Jorga hält zumindest die Mihaloğlu für türkischstämmig. Köse Mihal, der „treue Freund“ Osman Gazis und Ahnherr der Mihaloğlu, über den bereits die älteste osmanische Quelle aus der Zeit Bayezid I., Menâkıb-ı Âli-i Osman von Yahşi Fakıh, berichtet, war aber ein zum Islam übergetretener Christ, byzantinischer Statthalter von Chirmenkia (Harmankaya, heute Harmanköy) und wahrscheinlich Grieche. Die wenigsten osmanischen Würdenträger waren Türken. Die Sultane bevorzugten meist Renegaten und deren Nachkommen.

## Die Bewaffnung und Kleidung der Akıncı

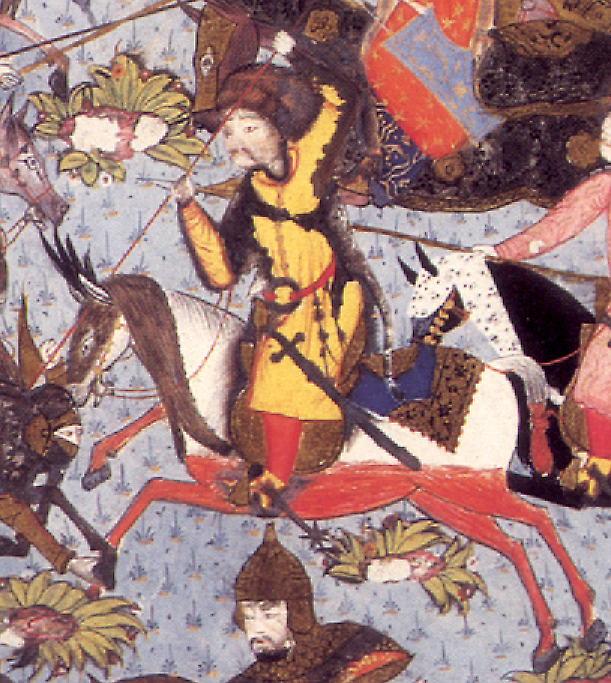
Ein Akıncı mit Lanze und Säbel, Pelzmütze und Fellüberwurf (1540), aus Süleymanname, 16. Jh.

Die zur Verfügung stehenden Quellen differenzieren nicht genügend zwischen einfachen Akıncı-Reitern, Akıncı-Führern und Akıncı-Beys. Es wird auch nicht klar, wie sich Bewaffnung und Kleidung von Akıncı und Deli unterscheiden lassen. Auf osmanischen Miniaturen werden zudem Akıncı wie auch Angehörige anderer Truppen im Kampf manchmal mit Kriegs- als auch manchmal mit davon zu unterscheidender Repräsentationskleidung dargestellt.
Belegt ist, dass Akıncı aller Ränge Reflexbogen benutzten, die man nach heutigem Verständnis als Hightechwaffen bezeichnen könnte. Diese Bögen (osman.-türk. yay) hatten durch ihre besondere Bauart eine für die damalige Zeit sehr große Spannkraft und gaben den Pfeilen (ok) eine so hohe Geschwindigkeit, dass diese sogar Rüstungen durchschlagen konnten. Außer Pfeil und Bogen und den dazugehörigen Köchern (tirkes und kemandan) trugen die einfachen Akıncı-Reiter zunächst nur einen leichten, rechteckig-gewölbten oder runden, hölzernen Schild (kalkan), manchmal eine Lanze (mısrak), später auch einen Säbel (gaddare). Im Feld waren sie meist leicht gekleidet, trugen oft eine Pelzmütze und manchmal, wie die Deli, ein übergeworfenes Leopardenfell. Die höheren Ränge der Akıncı dagegen trugen auch Helme und Kettenhemden und bei ihrer repräsentativen Kleidung Turbane mit Federbusch. Ihre Kampferfolge verdankten die Akıncı nicht zuletzt ihren durchtrainierten, als beschnitten beschriebenen Pferden – „führ[t]en doch Mann und Pferd schon wochenlang vor Antritt des Zuges eine eigene Lebensart, um allen Verhältnissen gewachsen zu sein“.

## Der Niedergang der Akıncı-Truppen nach 1595

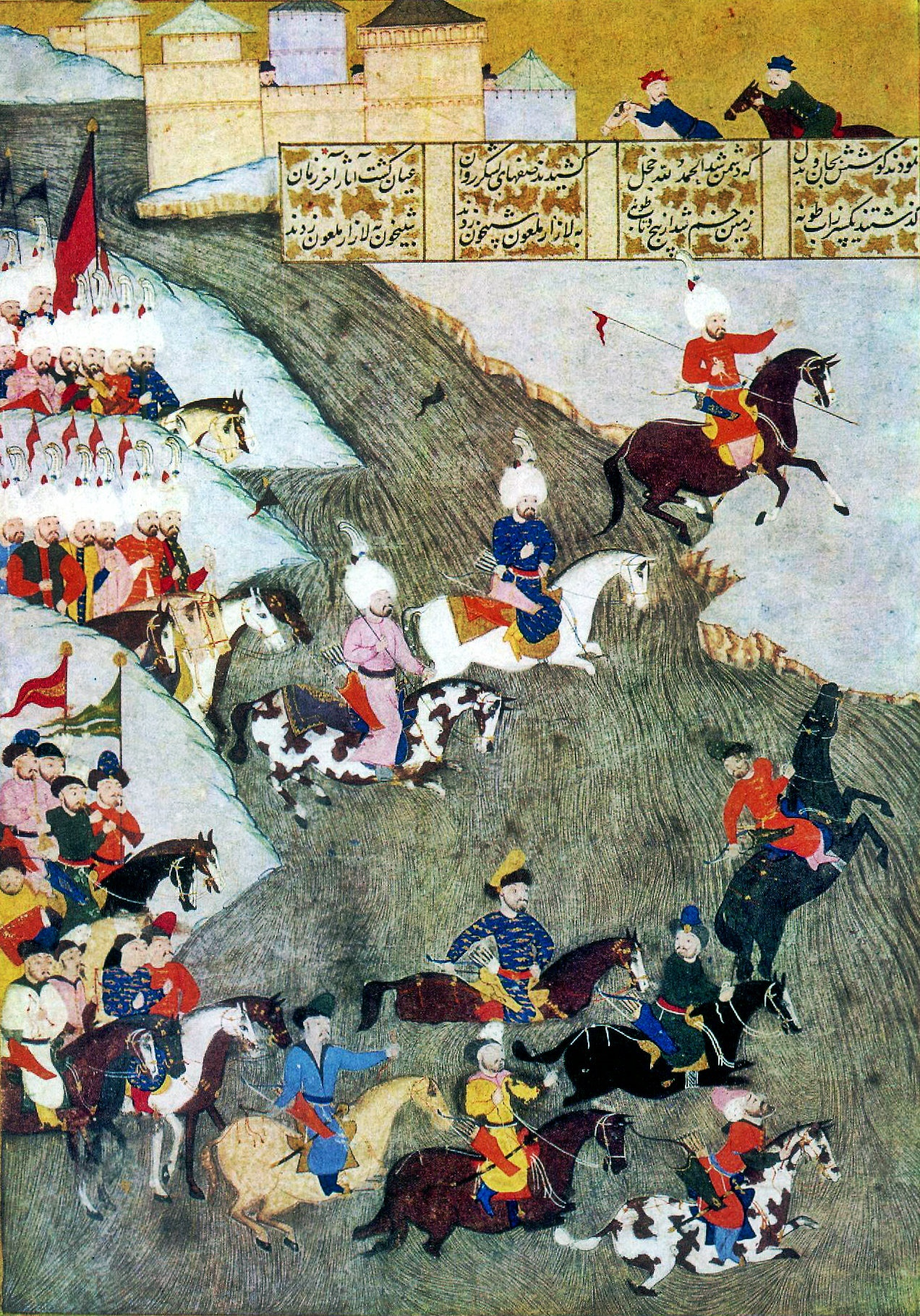
Angriff auf Szigetvár 1566
Im Vordergrund Tataren als Vortrupp

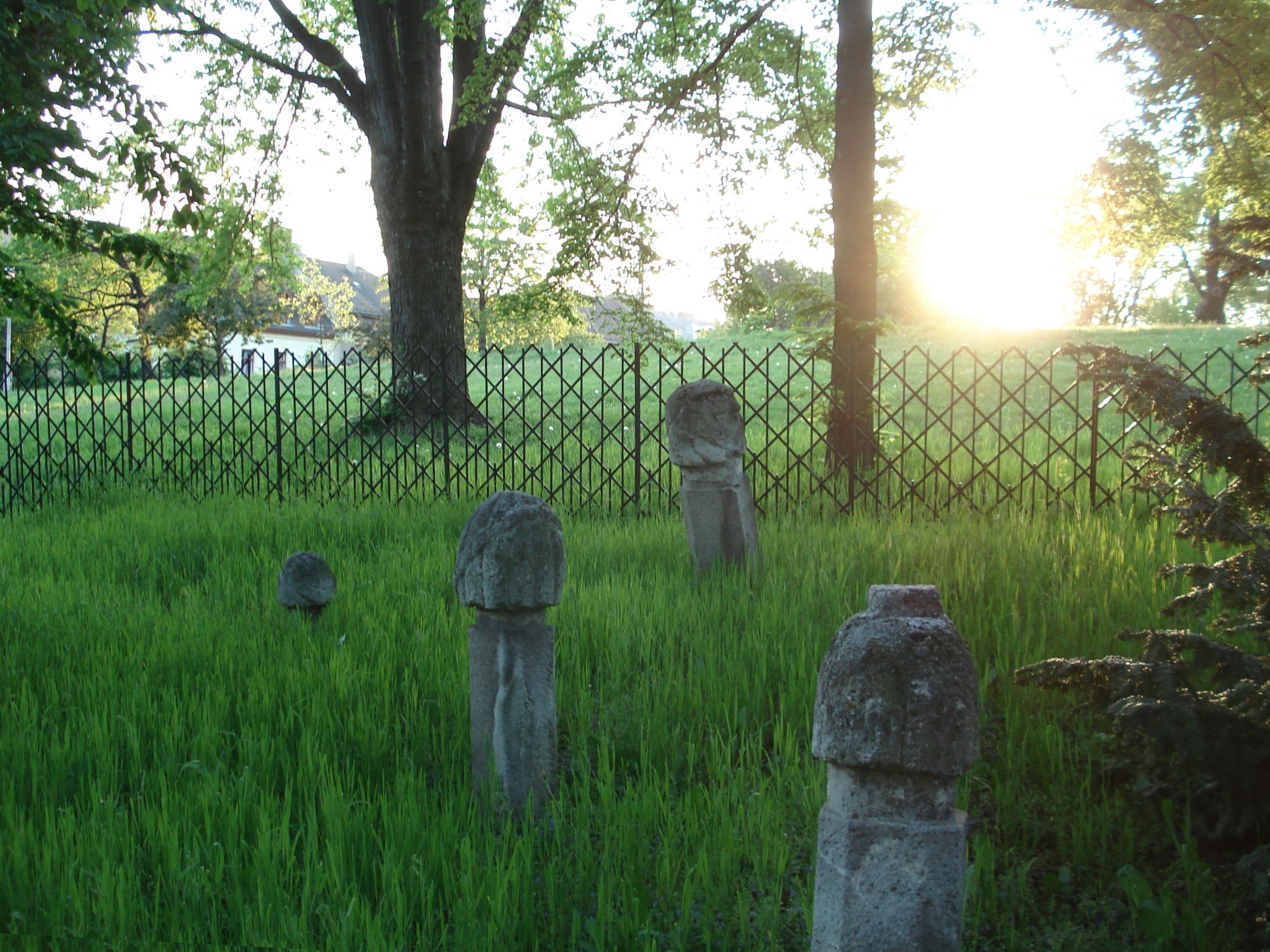
Gräber auf einem Akıncı-Friedhof in Budapest

Die Reitertruppen der Akıncı, die seit der ersten Hälfte des 15. Jahrhunderts große militärische Bedeutung hatten, wurden im Jahre 1595, nachdem sie unter der schlechten Führung des Großwesirs Sinan Paşa im Kampf gegen christliche Truppen stark dezimiert worden waren und sich dann nicht mehr erholen konnten, vom Sultan nicht mehr gefördert und als feste Einheiten der Akıncı-Beys aufgelöst. Noch kurz vorher standen „30-50000 immer kriegsbereite Akindschis […] an der Donau, bis nach Sofia hin und um Saloniki“. Später bestand die leichte Kavallerie der Osmanen hauptsächlich aus den Tataren, zeitweise aus Bulgaren und Deli (osm.-türk. Tollkühne, Verrückte, Ungestüme oder von arab. delîl = Führer), die sich vor dem Kampf mit Drogen berauscht haben sollen. Diese Deli waren wie auch schon die Akıncı eine gemischte Truppe aus Türken und Angehörigen von Balkanvölkern. Sie fungierten noch bis Ende des 17. Jahrhunderts als besondere Garde osmanischer Würdenträger. Nicolae Jorga ordnet die militärischen Funktionen der Akıncı nun hauptsächlich den Tataren zu. Diese waren „immer zur Hand; ihre wilden Schwärme bildeten gewöhnlich den Vortrab des gegen Polen, Kosaken, Moskowiter oder gegen die Kaiserlichen vorrückenden Heeres“. Tatarische Einheiten waren freilich schon vor 1595, so beispielsweise in Kooperation mit einem Malkoçoğlu 1498 und bei Süleymans letztem Kriegszug 1566, als Vortrupp in türkischen Diensten.
Bei Kämpfen gegen die Polen unter dem Oberbefehl İskender Paşas wird zwar ein Mihaloğlu Koca Hızır Paşa erwähnt, doch weder das Jahr – es könnte 1620 oder 1622 sein – noch die Person dieses Mitglieds der Akıncı-Familie Mihaloğlu sind eindeutig identifiziert. Anlässlich einer Truppenparade während des Ungarnfeldzuges von 1663 werden ein „Ahmed Beğ, der Führer der Akıncı“, und seine Truppe genannt. Es wird aber nicht über einen militärischen Einsatz der Akıncı berichtet. Stattdessen spielen die Tataren eine wichtige strategische Rolle in diesem Feldzug. Jorgas Beschreibungen von Resten der Akıncı, die nicht mehr „die alten Akindschis“ gewesen seien, lässt vermuten, dass diese von geringer Zahl und nicht mehr an die alten Akıncı-Beys gebunden waren. Dass sie überhaupt noch Verwendung fanden, erklärt Jorga damit, dass „das osmanische Heer [um 1680] den Charakter der alten Reiterschwärme in der Zeit der ersten Sultane wieder an[nahm], da jede Provinz in dem bewaffneten Organismus ihre Individualität behielt und für eigenen Ruhm kämpfte. Die Person des Großwesirs selbst schützten endlich seine bosnischen oder rotgekleideten arnautischen Delis […] mit großem Opfermute.“
Der Name Akıncı verlor sich in den Berichten zu den Folgejahren. Bei der Beschreibung des militärischen Aufgebotes für das Kriegsjahr 1690 ist beispielsweise bei Jorga nur noch zu lesen, dass, um ein tüchtiges Heer zu bilden, „[…] der dritte Köprili, […] außer Janitscharen und Spahis, die Paschas und Beglerbegs mit ihrem bunten Gefolge zu den Waffen“ rief. Dieses „bunte Gefolge“, in dem über lange Zeit die Akıncı den Ton angegeben hatten, wurde schließlich in den nachfolgenden Jahrhunderten in seiner alten militärischen Funktion nicht mehr gebraucht. Schon 1697 hielt das osmanische Heer für den erneuten Ungarnfeldzug unter dem glücklosen Sultan Mustafa II. Übungen „nach abendländischem Muster“ ab.
Zum Niedergang der Akıncı trug auch bei, dass ihnen die Tataren den Sklavenfang in Südost- und Mitteleuropa und den Handel mit den Sklaven im Laufe des 16. Jahrhunderts immer mehr entreißen konnten. İnalcık sieht die Situation der Akıncı gegen Ende des 16. Jahrhunderts im Zusammenhang mit dem Stillstand der Expansion nach Westen, dem gleichzeitigen Bevölkerungsdruck aus Anatolien, dem Aufweichen der strikten Trennung von askeri (Krieger und Administration) und reaya (Träger der Wirtschaft wie Händler, Handwerker und Bauern), sowie dem Erstarken der mit Feuerwaffen ausgestatteten, neuen Sekban-Einheiten und konstatiert einen Kollaps für die Organisation der Akıncı.
Peter F. Sugar führt einen weiteren Grund an: die Legitimation der Akıncı und ihrer privilegierten Beys als Gazi sei mit der nachlassenden Expansion in das dar al-Harb (das Feindesland) und den folgenden Gebietsverlust des dar al-Islam (des Hauses oder Landes des Islam) nicht mehr aufrechtzuerhalten gewesen.

## Anekdotisches und Sagenhaftes

Akıncı nach einer Zeichnung von Melchior Lorichs, um 1555, verwendet in Thesaurus exoticorum von 1688. Dort die Unterschrift „Die Alcantzer seynd die geringsten Reuter / aber die grausahmsten Bluthunde / Verwuͤstere / und Verheergere / […]“

Um diese als undiszipliniert geltende Akıncı-Reiterei rankten sich vor allem nach der ersten Belagerung Wiens von Furcht und Bewunderung geprägte Anekdoten und Sagen. Sie bestimmten das Bild, das man sich in Wien und Umgebung und darüber hinaus im christlichen Europa von „den Türken“ machte, aber im Falle osmanischer Volkssagen auch das Bild, das sich die Osmanen von sich selbst machten.
- So sollen die Akıncı unter anderem von ihren Gegnern gefürchtet worden sein, da sie als berittene Bogenschützen in der Lage waren, vom Rücken ihrer galoppierenden Pferde aus zielgenau zu treffen,[68] wobei sich zum Zeitpunkt des Abschusses alle vier Hufe des Pferdes in der Luft befinden mussten.[86] Auf diese Art soll es dem Akıncı-Reiter möglich gewesen sein, seinen Pfeil aus dem Galopp heraus durch den feindlichen Visierschlitz zu schießen oder ihn genau zu dem Zeitpunkt losschnellen zu lassen, zu welchem der Gegner den Arm zum Schwerthieb hob und so durch den Pfeil an der ungepanzerten Stelle unter der Achsel tödlich getroffen werden konnte.[68][86]
- In einem Siebenbürgischen Lied von 1551 heißt es:

„Die Türken mit ihren flitzen Pfeyl,
Sie schossen heraus mit schneller Eil,
Als ob es mit Pfeylen her schnibe.“
- Ein Teilnehmer an den Heereszügen Mehmets II. (1451–1481) schrieb:

„Über die türkischen Jäger, die akıncı genannt werden“
„Die Türken nennen ihre Jäger akıncı, das bedeutet Renner. Sie sind wie Regengüsse, die aus Wolken stürzen. Und diese Güsse schaffen große Überschwemmungen und reißende Bäche, die über das Ufer spülen, alles, was sie erfassen, tragen sie mit sich fort, aber sie sind nicht von langer Dauer. Den Wolkenbrüchen gleich verweilen die Jäger oder türkischen Renner nur kurz. Sobald sie etwas erreichen, ergreifen und rauben sie es. Sie morden und richten solche Verheerungen an, dass an den Stellen viele Jahre kein Hahn mehr kräht. Die türkischen Jäger sind Freiwillige, und sie nehmen an den Feldzügen freiwillig und zu ihrem eigenen Nutzen teil.“
- Die Schlacht bei Villach, in der ein Heer von Akıncı unter Mihaloğlu Ali Bey angeblich 1492 von Kärntnern, Steirern und habsburgischen Truppen geschlagen worden sein soll, wurde wahrscheinlich von Hieronymus Megiser erst 1612 zu propagandistischen Zwecken erfunden.

- Die Sage vom Türkensturz:

Am 18./19. September 1532 kam es bei Leobersdorf-Enzesfeld zu einer Schlacht zwischen der von Kasım Beg angeführten Hauptmacht der Akıncı und den kaiserlichen Truppen unter Pfalzgraf Friedrich II., bei der die Türken vernichtend geschlagen wurden. Eine Akıncı-Schar soll beim überhasteten Rückzug in das Pittental versprengt, von Bauern über die Felsen bei Gleißenfeld gehetzt und in den Tod gestürzt worden sein.
Zur Erinnerung daran und als romantischen Landschaftsschmuck ließ Fürst Johann II. von Liechtenstein 1824/25 an dieser Stelle eine künstliche Ruine errichten, den Türkensturz.
In einer anderen Version wird die Akıncı-Schar nicht von den Bauern, sondern von der Jungfrau Maria in den Tod gestürzt.
- Eine Reihe von osmanischen Sagen verbindet die katastrophale Niederlage der Akıncı und den Tod Kasım Begs bei Leobersdorf-Enzesfeld 1532 mit dem Abbruch der Belagerung Wiens durch die Türken unter Süleyman I. 1529:

Bei der Belagerung Wiens waren des Sultans Soldaten in die Stadt eingedrungen und hatten sofort eigensüchtig zu plündern begonnen, ohne als Gazi an den sakralen Auftrag des Kriegszuges zu denken. Sie wurden von den Giauren zurückgeworfen und besiegt, und Allah verursachte aus Zorn darüber einen vorzeitigen Wintereinbruch, der die Osmanen zum Rückzug zwang. Der Prophet erschien dem erfolglosen Sultan in einem Traumgesicht und gebot ihm, Allah durch ein Opfer von 40.000 Widdern zu versöhnen. Da eine solche Unmenge unmöglich aufzutreiben war, deutete Süleyman I. den Traum so, dass er 40.000 Gazi opfern müsse. Daraufhin trat Kasım Beg vor den Sultan und bot ihm an, mit 40.000 Kriegern, darunter seinen Akıncı, das Opfer darzubringen. Während diese Gazi gegen den Feind antraten und den Glaubenstod als Märtyrer erlitten, konnte Süleyman I. mit seinem Heer unbehelligt abziehen.

## Zur Ikonographie
Die Akıncı werden auf vielen Bildern des 15. und 16. Jahrhunderts erfasst. Die meisten, allerdings kaum als porträtierend realistisch anzusehenden Abbildungen sind auf osmanischen Miniaturen, aber auch auf abendländischen Tafelbildern, Zeichnungen und Drucken zu finden. Stets geht es um die Darstellung der Akıncı in einem besonderen oder typischen Zusammenhang und unter einer bestimmten politischen, religiösen oder ästhetischen Blickrichtung. So geschieht es beispielsweise, dass abendländische Abbildungen martialische Aspekte, osmanische Abbildungen glorifizierende Aspekte in den Vordergrund stellen.
Das Resultat ist, dass es keine als verbindlich und realistisch zu wertende Abbildung gibt und die Bedeutungen der vorhandenen Abbildungen immer aus dem Kontext erschlossen werden müssen. Deshalb müssen auch die Abbildungen in Süleymanname sehr kritisch betrachtet werden. Gerade die Illustrationen zur Schlacht von Mohács, auf denen Akıncı-Führer zu finden sind, fassen zeitlich verschiedene Situationen zusammen und sollen damit eher ein repräsentatives Bild als ein realistisches Kampfgeschehen zeigen.

## Die Akıncı als Vorbilder für die leichte Reiterei der christlichen Heere
Nach der Niederlage in der Schlacht von Nikopolis traten vermutlich Teile der von den Osmanen besiegten bosnischen Streitkräfte in ungarische Dienste. Ausgerüstet mit Lanze, Schild und Säbel kämpften sie als leichte Kavallerie und erfüllten dabei zunächst dieselben militärischen Funktionen wie die Akıncı. Sie wurden Husaren genannt. Erstmals schriftlich erwähnt sind die „hussarones“ 1481 in einem auf Latein abgefassten Brief des Ungarnkönigs Matthias Corvinus. Unter seiner Regierung hatten sich die Husaren allerdings zu schwer gepanzerten Reitern entwickelt.
Auch Kaiser Maximilian I. zeigte besonderes Interesse für das türkische Kriegswesen, vor allem für die leichte und schnelle Reiterei der Akıncı. Diese kopierte Maximilian I. in der Form der Husaren, ungarischer Reiter, die an erster Stelle an der Front standen. Ähnliches geschah in Polen, wo im 16. Jahrhundert die Hussaria eingeführt wurde.
Leichte Reiterei als Vortrupp nach dem Vorbild der Akıncı waren unter anderen die Ulanen und Bosniaken.